# Duarte Faria e Maia
Duarte Machado de Faria e Maia (Ponta Delgada, 10 de Junho de 1867 — Ponta Delgada, 3 de Novembro de 1922), mais conhecido pelo nome artístico de Duarte Maia, foi um pintor açoriano da corrente naturalista que deixou interessantes registos da vida rural micaelense e francesa. Oriundo de uma família abastada da ilha de São Miguel, dispôs de desafogo financeiro suficiente para poder seguir o seu interesse pela pintura e para poder viver sem necessitar de trabalho remunerado. Em 1887, muito jovem, partiu para Paris, onde adquiriu uma formação ecléctica que depois se reflectiria na sua obra. 

## Biografia
Cedo mostrou vocação para a pintura, partindo muito jovem para Lisboa, onde estudou com reputados mestres.
Com o objectivo de aprofundar os seus conhecimentos, estudou em Paris, onde viveu e trabalhou, conhecendo a obra dos grandes pintores naturalistas e impressionistas. Regressaria ainda à ilha de São Miguel, antes de voltar a França. Por fim, fixaria residência, definitivamente, na sua terra natal. Apaixonado pelos temas da vida rural, pintou múltiplas figuras anónimas em tarefas agrícolas ou em cenas típicas da vida rural. Embora filiado na segunda geração da corrente do naturalismo português, a sua obra apresenta laivos que a aproximam do impressionismo, seguindo uma corrente estética integrada na pintura francesa sua contemporânea.
A sua obra não teve grande projecção nacional em vida, mas marca o aparecimento da pintura de temática açoriana no âmbito da pintura portuguesa. Na sua obra naturalista, encontram-se obras em que se denotam efeitos secundários do impressionismo. As mais importantes pinturas da sua produção são as paisagens da sua juventude, em que se aproxima de Henrique Pousão.
Foram organizadas exposições retrospectivas da sua obra no Museu Regional Carlos Machado, em 1976, na Escola Secundária Antero de Quental, em 1992, e, novamente, no Museu Regional Carlos Machado, em 2017. As duas primeiras exposições foram organizadas por Nestor de Sousa, que publicou um importante estudo explicativo da sua obra na segunda ocasião.
A principal colecção das suas pinturas encontra-se no Museu Carlos Machado, em Ponta Delgada, instituição que possui cerca de três dezenas de obras deste pintor. Está representado no Museu do Chiado, em Lisboa, com o Retrato do Pintor Ezequiel Pereira (1905).